# Jimmy Chamberlin Complex
Jimmy Chamberlin Complex é uma banda de rock alternativo/jazz fusion, fundada por Jimmy Chamberlin (baterista do The Smashing Pumpkins) e Billy Mohler (ex-baixista do The Calling). Seu primeiro álbum, Life Begins Again, foi lançado em 25 de janeiro de 2005, contando com vocais de, entre outros músicos famosos, Billy Corgan (Smashing Pumpkins). Com a recente saída de Jimmy dos Smashing Pumpkins, um novo trabalho do Jimmy Chamberlin Complex é aguardado para um futuro próximo.

## Membros

### Formação mais recente
- Jimmy Chamberlin - Bateria
- Billy Mohler - Baixo, vocais
- Gannin Arnold - Guitarra

### Membros formadores
- Sean Woolstenhulme - Guitarra, vocais
- Adam Benjamin - Piano Rhodes

### Membros adicionais
- Mike Garson - Piano